# Uruha
Uruha (麗), (Kanagawa, 09 de junho de 1981) é um guitarrista japonês, conhecido por fazer parte da banda de visual keithe GazettE.

## Biografia
Nascido na província de Kanagawa, na cidade de Hiratsuka em 9 de junho de 1981. Ele é o irmão mais novo de duas irmãs mais velhas, uma delas trabalha como staff da sua banda the GazettE. Seu sonho quando criança era ser jogador de futebol, e conheceu Reita em um clube de futebol quando os dois tinham 10 anos. "No Japão, é muito comum fazer atividades extracurriculares da escola e obviamente nós não poderíamos nos tornar atletas quando as atividades acabaram com a escola. É por isso que escolhemos nos tornar músicos" - contou em uma entrevista com a J-Rock News em 20 de agosto de 2019. Uruha também contou que seus pais nunca apoiaram sua carreira de músico, até perceberem que sua banda estava ficando famosa. Começou a tocar guitarra sozinho imitando Sugizo do Luna Sea. Depois formou uma banda com Reita e eles trabalharam duro copiando músicas do Luna Sea e do X Japan (como Reita coloca, são 9 partes do LUNA SEA e uma parte do X). Em 10 de março de 2002, perambulando por meio de uma multidão de bandas com Reita, e Ruki de sua banda anterior, juntamente com Aoi e Yune, eles formaram o The GazettE. É fã de videogames e filmes como "Prison Break" e "The Walking Dead", e animações como "Evangelion" e "Dragon Ball".

## Personalidade
Dentro de músicas do The GazettE, ele é aquele que desempenha principalmente os solos de guitarra. Quanto aos artistas que influenciaram Uruha, são eles: Sugizo, Slipknot, Sum41, Metallica e Steve Vai (a quem ele confessa ter sido influenciado, porque ele comprou o mesmo modelo de Wah Pedal, e também porque ele pessoalmente utiliza captadores).